# والنسیا آلکانتارا
والنسیا آلکانتارا (به اسپانیایی: Valencia de Alcántara) یک منطقهٔ مسکونی در اسپانیا است که در استان کاسرس واقع شده‌است. والنسیا آلکانتارا ۵۹۵ کیلومتر مربع مساحت دارد ۶۲۰ متر بالاتر از سطح دریا واقع شده‌است.